# Philippe Sorez
Philippe Sorez, né le 20 mai 1961 à Montpellier (France), est un homme politique français.

## Biographie
De 1995 à 2002, il est le président de Saint-Martin Gazelec,.
En 2015, il est élu conseiller départemental du canton de Montpellier-4 en tandem avec Patricia Mirallès. Candidat à sa succession, il est éliminé dès le 1er tour des départementales de 2021.
Il est adhérent de Territoires de progrès.
À la suite de la nomination de Patricia Mirallès dans le gouvernement Élisabeth Borne, il devient député de la 1re circonscription de l'Hérault,,. Il rejoint le groupe Renaissance. 
Après la dissolution voulue par Emmanuel Macron, il se présente à nouveau en suppléant de Patricia Mirallès. Cette dernière étant arrivée troisième pouvant se maintenir au second tour, décide finalement de se retirer au nom du front républicain, et n'est ainsi pas reconduit.  